# Lukáš Vaculík (lyžař)
Lukáš Vaculík (* 5. října 1986 Vítkov) je bývalý český akrobatický lyžař, reprezentant v jízdě v boulích.
Pravidelně se účastní světových šampionátů, jeho nejlepším výsledkem je 19. místo z MS 2009. Startoval na Zimních olympijských hrách 2010 ve Vancouveru, kde obsadil 26. místo z třiceti startujících a nepostoupil tak z kvalifikace.
Jeho sestra Tereza rovněž závodí v boulích.